# Franz Löschke
Franz Löschke (Finsterwalde, 8 de febrero de 1989) es un deportista alemán que compitió en triatlón.
Ganó una medalla de oro en el Campeonato Mundial de Triatlón por Relevos Mixtos de 2013 y dos medallas en el Campeonato Europeo de Triatlón, oro en 2011 y plata en 2012. Además, obtuvo una medalla de bronce en el Campeonato Europeo de Ironman de 2019.

## Palmarés internacional
| Campeonato Mundial por Relevos Mixtos | Campeonato Mundial por Relevos Mixtos | Campeonato Mundial por Relevos Mixtos | Campeonato Mundial por Relevos Mixtos |
| Año                                   | Lugar                                 | Medalla                               | Prueba                                |
| ------------------------------------- | ------------------------------------- | ------------------------------------- | ------------------------------------- |
| 2013                                  | Hamburgo (Alemania)                   | Medalla de oro                        | Relevo mixto                          |
| Campeonato Europeo                    |                                       |                                       |                                       |
| Año                                   | Lugar                                 | Medalla                               | Prueba                                |
| 2011                                  | Pontevedra (España)                   | Medalla de oro                        | Relevo mixto                          |
| 2012                                  | Eilat (Israel)                        | Medalla de plata                      | Relevo mixto                          |

| Campeonato Europeo | Campeonato Europeo   | Campeonato Europeo | Campeonato Europeo |
| Año                | Lugar                | Medalla            | Prueba             |
| ------------------ | -------------------- | ------------------ | ------------------ |
| 2019               | Fráncfort (Alemania) | Medalla de bronce  | Individual         |